# Балдирка
Балди́рка (рос. Балдырка, марій. Ярансола) — присілок у складі Моркинського району Марій Ел, Росія. Входить до складу Моркинського міського поселення.

## Населення
Населення — 98 осіб (2010; 132 у 2002).
Національний склад (станом на 2002 рік):
- лучні марійці — 99 %